# Ojite de Matamoros
Ojite de Matamoros är en ort i Mexiko.   Den ligger i kommunen Coxquihui och delstaten Veracruz, i den sydöstra delen av landet, 190 km nordost om huvudstaden Mexico City. Ojite de Matamoros ligger 76 meter över havet och antalet invånare är 914.
Terrängen runt Ojite de Matamoros är platt österut, men västerut är den kuperad. Runt Ojite de Matamoros är det ganska tätbefolkat, med 65 invånare per kvadratkilometer. Närmaste större samhälle är Coxquihui, 12,1 km sydväst om Ojite de Matamoros. Omgivningarna runt Ojite de Matamoros är en mosaik av jordbruksmark och naturlig växtlighet.